# Jules Worms
Jules Worms (* 16. Dezember 1832 in Paris; † 24. November 1924) war ein französischer Maler, Radierer und Zeichner.

## Leben

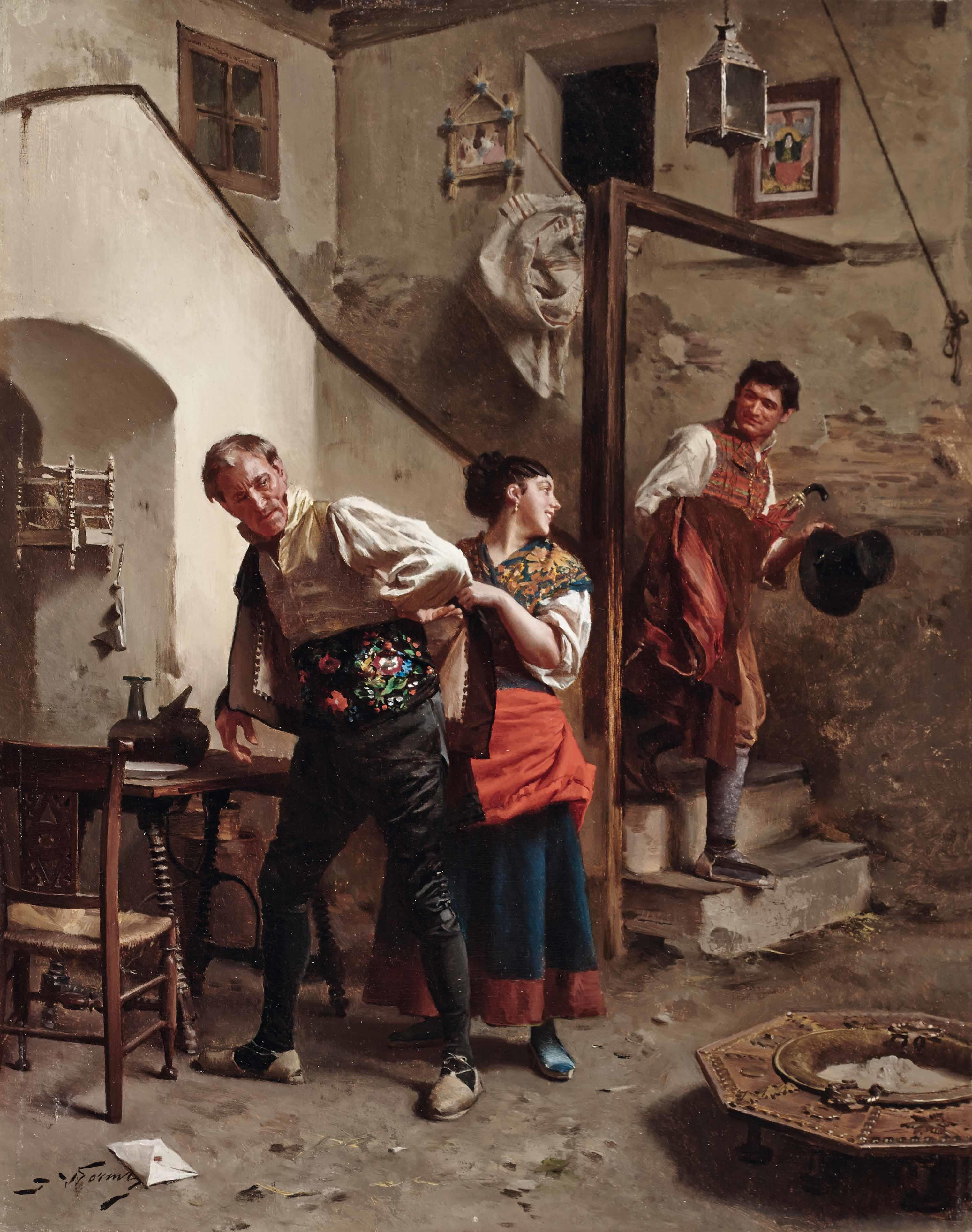
Rückseite mit beschriftetem, altem Klebezettel "Sortie Du Maitre", links unten signiert J Worms, Öl auf Holz, ca. 40 × 32 cm

In seiner Heimatstadt lernte Worms zunächst die Lithographie, vermutlich bei Charles Philipon (1806–1862); ab 1849 studierte er bei dem Maler Adolphe Lafosse (1810–1879). Später unternahm er mehrere Studienreisen nach Spanien; unter anderem verbrachte er 1871 mehrere Wochen in Granada bei dem katalanischen Maler Marià Fortuny. Auf diesen Studienreisen machte er viele Skizzen, die ihm später dann die Vorlage zu seinen Bildern lieferten.
Neben der Genremalerei machte sich Worms auch mit Radierungen und Zeichnungen einen Namen. Gerade seine Szenen aus dem Volksleben zeichnen sich durch eine lebendige Darstellung der Sujets und treffende Charakterisierung aus. Auf meist humoristische Weise schilderte Worms damit Geschichten aus dem Alltag. Worms hat auch zahlreiche Aquarelle gemalt und Zeichnungen für Holzschnitte geliefert.
Bis 1914 war Worms regelmäßig auf den Ausstellungen des Pariser Salons vertreten.

## Werke (Auswahl)
- Verhaftung wegen Schulden
- Romanzero zu Burgos
- Wirtshaus in Asturien
- Auszug der Schmuggler
- Rennen zu Novillos
- Kellner und Kellnerin aus Aragonien
- Das Lied, das eben Mode ist (1868, Musée de Luxembourg),
- Verkauf eines Maultiers
- Schafschur in Granada
- Pferdehändler in Granada
- Der zerstreute Barbier
- Jedes Alter hat seine Freuden
- Vor dem Alkalden